# Pygiopsyllidae
Pygiopsyllidae (лат.) — семейство блох.
Австралия (8 из 10 родов), Новая Зеландия (1 род), Южная Америка (1 род). Эктопаразиты млекопитающих, главным образом сумчатых.
Полный список хозяев включает семейства: утконосовые (Ornithorhynchidae), крысовидные опоссумы (Caenolestidae), хищные сумчатые (Dasyuridae), сумчатые барсуки (Peramelidae), лазящие сумчатые поссумы (Phalangeridae), сумчатые летяги (Petauridae), карликовые кускусы (Burramyidae), кенгуровые (Macropodidae), зайцевые (Leporidae), хомяковые (Cricetidae), мышиные (Muridae). По 1 виду найдено на представителях семейств землеройковые (Soricidae), тупайи (Tupaiidae), свинковые (Caviidae), кошачьи (Felidae). 2 вида обнаружены на человеке (Hominidae).

## Систематика
48 видов и 10 родов. Ранее это семейство объединяли с близкими к нему семействами Lycopsyllidae и Stivaliidae (вместе они составляют надсемейство Pygiosylloidea Wagner, 1939). По данным С. Г. Медведева состав семейства следующий:
- Род Acanthopsylla Jordan & Rothschild, 1922 — 15 видов, Австралия
  - Acanthopsylla rothschildi
  - Acanthopsylla scintilla
  - Acanthopsylla woodwardi
- Род Austropsylla Holland, 1971 — 1 вид, Австралия
- Род Bibikovana Traub, 1980 — 11 видов, Австралия
- Род Ctenidiosomus Jordan, 1931 — 4 вида, Южная Америка
- Род Geohollandia Mardon & Dunnet, 1972 — 1 вид, Австралия
- Род Hoogstraalia Traub, 1951 — 4 вида, Австралия
- Род Notiopsylla Jordan & Rothschild, 1914 — 4 вида, Австралия
- Род Pagipsylla Smit, 1979 — 1 вид, Новая Зеландия
- Род Pygiopsylla Rothschild, 1906 — 6 видов, Австралия
- Род Wurunjerria Mardon & Dunnet, 1972 — 1 вид, Австралия